# Emissieschandaal

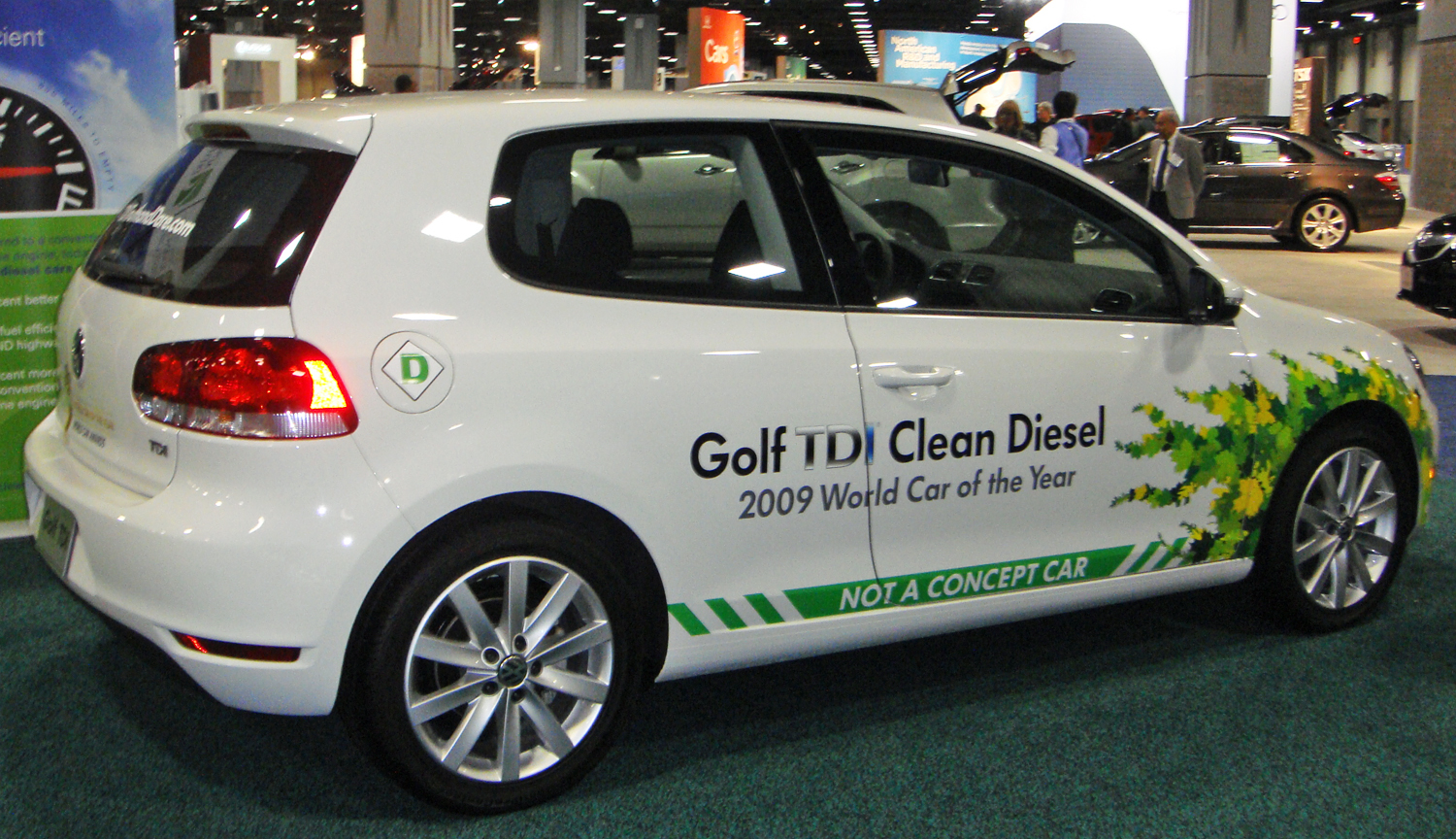
Een Volkswagen Golf TDI Clean Diesel op een autobeurs.

Het emissieschandaal, ook bekend als dieselgate, is de naam voor de ophef in media en politiek die ontstond rondom de manipulatie van het verbrandingsgedrag van dieselmotoren van autofabrikant Volkswagen in september 2015. Door het gebruik van wat later sjoemelsoftware ging heten, herkent de boordcomputer dat een officiële test wordt uitgevoerd en verhoogt dan de inspuiting van ureum in de uitlaatgassen. Daarmee wordt de uitstoot van NOx gereduceerd tot onder de maximale norm en kan dat type auto op de weg worden toegelaten. Onder normale rijomstandigheden is de uitstoot van NOx echter te hoog, maar hoeft de bezitter niet regelmatig ureum na te vullen.
De uitstoot van NOx is toegenomen door de voortschrijdende techniek van verbrandingsmotoren. De compressieverhouding is toegenomen. Daardoor is het energetisch rendement toegenomen (zie het Carnot-proces). Auto's rijden daardoor zuiniger en de CO2-uitstoot is minder, maar door de hogere verbrandingstemperaturen in vooral dieselmotoren wordt als gevolg van de evenwichtsreactie tussen zuurstof en luchtstikstof meer NOx gevormd.
Het ontkennende gedrag en de ongelukkige reacties van het autoconcern hebben vermoedelijk sterk bijgedragen aan de grote ophef en imagoschade.
In de Verenigde Staten wordt het aantal voortijdige doden door de fraude geschat op 59. In Europa is de impact groter doordat de dieselauto's daar veel populairder zijn dan in de VS en er sprake is van een grotere bevolkingsdichtheid. In Europa gingen er naar schatting ruim 44.000 gezonde levensjaren verloren.

## Achtergrond
Het manipuleren van typegoedkeuringen door fabrikanten is een bekend fenomeen. In de jaren 90 zijn modellen geproduceerd die in staat waren om te detecteren wanneer een voertuig getest werd en waarop in de auto een speciale modus activeerde om het voertuig te laten werken volgens een verbranding die aan de emissiestandaard voldeed. De EU had zich in 2007 uiteindelijk zelfs genoodzaakt gezien om het gebruik van zulke manipulatie-instrumenten (Engels: defeat devices) uitdrukkelijk te verbieden. In dat kader kwam er een wettelijke definitie van 'manipulatie-instrumenten'. Ook de ontoereikendheid van de gebruikte testcyclus was alom gerapporteerd.
In juni 2013 wees een rapport voor de Europese Commissie specifiek op het risico van software die de uitstoot van stikstofoxiden (NOx) tijdens tests met dieselmotoren zou terugdringen. In het rapport adviseerde het Joint Research Centre (JRC) om dieselmotoren op de weg te testen en niet op testbanken of in laboratoria om het risico van manipulatie van de uitkomsten te reduceren. Met deze aanbevelingen werd niets gedaan.
De uitstoot- en verbruikstests zijn vereist om een typegoedkeuring te verkrijgen. Fabrikanten kunnen kiezen in welke lidstaat ze de EG-typegoedkeuring laten uitvoeren. Eens de goedkeuring is gehomologeerd, zijn de andere lidstaten verplicht om het betrokken model op hun grondgebied toe te laten. De uitvoering van en het toezicht op de homologaties ligt bij de nationale autoriteiten.

### Impact op gezondheid en mortaliteit
In de Verenigde Staten wordt geschat dat er ongeveer 59 mensen vroegtijdig overleden door de fraude en dat nog een extra 130 mensen kunnen overlijden wanneer de auto's niet vlot worden teruggeroepen. Het grootste deel van deze gezondheidsschade komt door fijnstof (87%), de rest door ozon (13%). In Europa is het effect veel groter omdat er een grotere bevolkingsdichtheid is en diesels populairder zijn. In Europa gingen er naar schatting ruim 44.000 gezonde levensjaren verloren, vergeleken met 700 in de VS. Onderzoekers van de Radboud Universiteit schatten dat er ruwweg 5000 vroegtijdige doden gevallen zijn en zullen vallen in Europa, met de uitstoot die tot januari 2016 is gedaan. Dit kan oplopen indien Volkswagen de auto's niet terugroept.
VW liet in 2014 door een Amerikaans onderzoeksinstituut de uitstoot van haar diesels testen op tien Java-apen, die daarvoor waren neergezet in een afgesloten ruimte. De dieren werden eerder ziek van de uitlaat van een nieuwe VW dan van die van een vijftien jaar oude Ford-pick-up. Ook andere Duitse automerken hadden zich aan deze dierproeven schuldig gemaakt.

## Verloop
De non-profitorganisatie International Council on Clean Transportation (ICCT) deed in 2014 een studie waaruit bleek dat de uitlaatgassen van dieselauto's onder 'reële' rijomstandigheden meer vervuilende stoffen bevatten dan de Europese en Amerikaanse standaarden toelaten. Sommige modellen vertoonden een wel erg groot verschil met de meetwaarden op de testbank, en ICCT voerde samen met de West Virginia University bijkomende tests uit gericht op de verdachte types. Deze werden gedaan met drie gehuurde dieselauto's, waarvan twee van de Volkswagengroep en de derde van BMW.
Het Amerikaanse Environmental Protection Agency (EPA) en de California Air Resources Board (CARB) werden op de hoogte gebracht. Deze autoriteiten stelden vragen aan VW, dat de vaststellingen aan een technisch mankement weet. Volkswagen Groep organiseerde in december 2014 een grootschalige recall, maar verdere tests wezen uit dat tijdens die procedure gedane aanpassingen maar gedeeltelijke verbeteringen brachten. VW noemde de tests oneerlijk, maar zag zich - na meer dan een jaar ontkennen - op 21 augustus 2015 gedwongen om mondeling toe te geven dat het vervalsingssoftware had ingezet. Duitse toplui verstrekten verdere toelichting aan de autoriteiten op 3 september. Dit leidde twee weken later tot een formele beschuldiging door EPA dat de software van dieselmotoren van Volkswagen frauduleus was en de motor op de testbank gunstiger emissies liet produceren dan op de weg.
Het nieuws werd op 18 september naar buiten gebracht door EPA. Op 22 september gaf Volkswagen AG toe dat de software van dieselmotoren, die wereldwijd in zo'n 11 miljoen auto's zit, onregelmatigheden vertoonde. Door informatie afkomstig van sensoren wist de software wanneer het voertuig op de testbank stond, en deed dan het nodige om aan de stikstofoxidennormen te voldoen. Op de weg werd het reductiemechanisme uitgeschakeld waarna de motor tien tot veertig keer meer giftige stoffen uitstootte dan toegelaten volgens de Europese standaard. Volgens een raming van The Guardian zou daardoor in de Verenigde Staten 237.161 tot 948.691 extra ton NOx geloosd zijn.
De automaker reserveerde als eerste stap 6,5 miljard euro voor de gevolgen van het schandaal. Justitie in de Verenigde Staten begon een strafrechtelijk onderzoek. Volkswagen kon een boete krijgen van maximaal 18 miljard euro. In de eerste twee dagen na het bekend worden van het nieuws daalde de beurswaarde van Volkswagen met 27 miljard euro en kwam de positie van bestuursvoorzitter Martin Winterkorn onder vuur. Op 23 september nam Winterkorn ontslag.
Op 24 september kwam ook BMW in opspraak, nadat de website Auto Bild bericht had dat het model X3 elf keer meer vervuilende partikels uitstootte dan toegelaten, op basis van gegevens van ICCT, de ngo die mee Volkswagen ontmaskerde. BMW ontkende.
Op 18 januari 2016 bleek na onderzoek van de VRT bij twee auto's van het model Opel Zafira dat de uitstoot opmerkelijk daalde nadat de auto's voor onderhoud binnengebracht werden.
Uit het onderzoek dat de onderzoekscommissie van het Europees Parlement eind 2016 uitbracht, bleek dat de EU-landen en de Europese Commissie wisten dat dieselauto’s te veel schadelijke stoffen uitstootten. Individuele landen behoedden eigen automerken voor strenge regels, uit vrees voor schade aan de bedrijven.

### Onregelmatigheden bij benzineauto's
Uit intern onderzoek van Volkswagen naar aanleiding van de "dieselgate" bleek dat er nog eens 98.000 auto's "onverklaarbare tegenstrijdigheden" vertonen met betrekking tot de uitstoot van koolstofdioxide. Het bleek te gaan om onregelmatigheden in de uitstootwaarden bij benzineauto's. Bij Volkswagen betreft het de Golf, Polo en Passat. Bij Audi de A1 en A3, bij Skoda gaat het om de Octavia en bij Seat om de modellen Leon en Ibiza.

## Omvang en betrokken modellen

### EA 189
Volgens Volkswagen is de manipulatiesoftware wereldwijd geïnstalleerd op zo'n 11 miljoen voertuigen van de groep. Naar eigen zeggen gaat het om Euro 5 TDI-motoren van het type EA 189. Voorlopig zijn het de versies met cilinderinhoud 1,6 en 2,0 l. Bij Volkswagen-Personenkraftwagen zou het bij benadering om 5 miljoen voertuigen gaan, waaronder de volledige productie van de Golf VI, Passat VII en Tiguan I. Volkswagen-Lastkraftwagen heeft 1,8 miljoen verdachte voertuigen op de markt gebracht, voornamelijk Caddy's en Transporters. Een woordvoerder van Audi liet weten dat het gewraakte motortype gebruikt is in de A1, A3, A4, A6, TT, Q3 en Q5. In totaal gaat het om 2,1 miljoen auto's. Het Spaanse Seat heeft 700.000 wagens met de EA 189 uitgerust. Een woordvoerder van Škoda meldde dat de modellen Fabia, Roomster, Octavia en Superb tussen 2009 tot 2013 gedeeltelijk uitgerust werden met de betrokken dieselmotor. Bij dat merk zijn 1,2 miljoen voertuigen gemanipuleerd.
In België is ruim één op zeven dieselwagens uitgerust met de verdachte motor. Het gaat om zo'n 500.000 auto's, bijna de helft van alle door de VW-groep gefabriceerde voertuigen die in het land geregistreerd zijn.
In de VS gaat het om een gelijkaardig aantal (482.000) en in Duitsland zelf om ongeveer 2,8 miljoen.

### Andere motoren
Volgens de Duitse minister van Verkeer Alexander Dobrindt is het niet uitgesloten dat ook 1,2-litermotoren gemanipuleerd zijn. Hoewel niet geviseerd door de uitgebrachte notice of violation van EPA, zou de EA288-motor ook betrokken zijn.

## Methoden
Meerdere methoden werden gebruikt om de tests te vervalsen. Het uitgangspunt was telkens dat de boordcomputer detecteerde wanneer er getest werd en dan een speciale modus inschakelde:
- In voertuigen met een selectieve katalysator werd dan zoveel reactievloeistof geïnjecteerd dat de resulterende uitstoot binnen de norm viel. Op de weg werd de toevoer sterk gereduceerd en lagen de NOx-emissies tot veertig keer hoger.
- Bij modellen met een katalysator op basis van stikstofopslag zorgde de motorsoftware er dan voor dat de regeneratie tijdens het rijden nauwelijks of niet gebeurde.[36] Deze operatie vereist een lage uitlaattemperatuur, wat de prestaties vermindert en roetvorming in de hand werkt.
- Fabrikanten zoals Mercedes en BMW hebben hun auto's in perfecte weersomstandigheden laten rijden om zo een lagere uitstoot te hebben.

## Bestraffing en aansprakelijkheid
De Volkswagenbedrijven riskeren sancties in alle landen waar de gemanipuleerde wagens rondrijden. Het verantwoordelijke topkader kan ook persoonlijk worden vervolgd.
In de VS is de EPA bevoegd om straffen op te leggen. In de EU is dit in eerste instantie de lidstaat die de typegoedkeuring voor de frauduleuze modellen heeft verleend, meer bepaald Duitsland. Het Kraftfahrt-Bundesamt (KBA) heeft Volkswagen tot 7 oktober gegeven om op de proppen te komen met een plan om de emissienormen te halen zonder vervalste software.
Er zijn ook verschillende gronden waarop VW aansprakelijk kan worden gesteld:
- Gedupeerde autobezitters kunnen schadevergoeding eisen. In de VS zijn zich al 25 class-actions aan het vormen.
- Overheden kunnen onterecht toegekende subsidies en belastingkortingen voor schone auto's terugvorderen. In de VS wordt geraamd dat de vervalste software 51 miljoen dollar aan Alternative Motor Vehicle Credit heeft opgeleverd.[38] Volkswagen weigerde commentaar.
- Beleggers in VW-titels kunnen vergoeding vragen van het aan de fraude toerekenbare waardeverlies. Alleen al de beurskoers verloor in de eerste week van het schandaal meer dan een derde van haar waarde.
- Landen die boetes riskeren wegens overschrijding van hun NOx-emissieplafond, kunnen deze deels op VW proberen te verhalen. Vlaams minister van Leefmilieu Joke Schauvliege kondigde aan dat dit haar intentie is.[39]

In mei 2025 werden, na een vier jaar durend proces in Braunschweig, vier voormalige managers van de Duitse autoreus Volkswagen schuldig bevonden aan fraude voor hun rol in het dieselschandaal.

## Reacties

### Nederland
De beleggersvereniging VEB stelde Volkswagen aansprakelijk voor beursverliezen omdat het laakbaar heeft gehandeld. Nadat de manipulaties bekendgemaakt werden, is 35 procent van de beurswaarde verdwenen. De VEB wil praten over mogelijke compensaties voor de schade. In december 2016 startte Autoriteit Consument en Markt (ACM) een onderzoek of VW door het gebruik van aangepaste software bij dieselauto’s de consumentenregels heeft overtreden. De ACM kwam pas in actie nadat de Consumentenbond hierom had gevraagd. In Nederland zijn 160.000 auto’s aan consumenten verkocht waarin software was geïnstalleerd die emissietests kon manipuleren. De Stichting Volkswagen Car Claim gaat namens 180.000 getroffen Volkswagen eigenaars in een juridische procedure schadevergoeding claimen bij Volkswagen en Volkswagenverkopers omdat overleg met Volkswagen geen resultaat heeft opgeleverd. De Stichting wil tevens het koopcontract laten ontbinden en de nieuwwaarde van de auto vergoed krijgen.

### Overige landen
- Verenigde Staten: In het najaar van 2016 keurde een Amerikaanse rechtbank een schikking goed van VW met Amerikaanse consumenten ter waarde van 14,7 miljard dollar.[45] Daarbovenop betaalde VW al 600 miljoen dollar aan gedupeerde staten en 1,2 miljard dollar aan autodealers.[45] Op 11 januari 2017 maakten het ministerie van Justitie in Washington en VW bekend dat VW schuld erkent aan samenzwering, tegenwerking van de rechtsgang en schending van de Amerikaanse milieuwetten en VW zal 4,3 miljard dollar aan boete en schadevergoeding betalen. In totaal heeft VW in de Verenigde Staten 590.000 dieselauto’s geleverd met de frauduleuze software.[46]
- Canada: Environment Canada heeft aangekondigd een onderzoek in te stellen of bedrieglijke apparaten geïnstalleerd werden in auto's van VW om emissietests in Canada te omzeilen.[47]
- Europese Unie: Overheidsdiensten en onderzoekers zijn onderzoeken gestart in Frankrijk, Italië, Duitsland, Spanje, Nederland en Tsjechië.[48] Meerdere landen hebben een Europees onderzoek gevraagd.[49][50] In december 2016 concludeerde een onderzoekscommissie van het Europees Parlement dat de Europese Commissie nalatig optreden kan worden verweten bij het gesjoemel in de autosector met uitstoottesten. Al in 2010 beschikte het onderzoekscentrum van de Europese Commissie over informatie dat autofabrikanten de testen manipuleerden. Ook de lidstaten van de EU hebben onvoldoende toezicht gehouden op de sector en hielden de invoering van een strengere uitstoottest lange tijd tegen.[51][52]
- België: D'Ieteren, de Belgische invoerder van Volkswagen-auto's, schortte de verkoop van verdachte auto’s op.[41]
- Verenigd Koninkrijk: Het Department of Transport kondigde op 24 september aan dat het auto's van verschillende merken opnieuw zal testen om zeker te zijn dat de bedrieglijke software niet meer algemeen gebruikt wordt.[53]
- Zwitserland: Zwitserland heeft de verkoop van dieselauto's van Volkswagen opgeschort. Dit is van alle overheden het strengste optreden als gevolg van de emissiecrisis.[54]
- India: Vertegenwoordigers van de Indiase overheid hebben aangekondigd de ontwikkelingen op te volgen. De Indische Foundation of Transport, Research and Training (IFTRT) vroeg een onderzoek naar Volkswagen met betrekking tot auto's verkocht in India.[55]

### Dalende verkopen
In de Europese Unie hebben de verkopen van personenauto's met dieselmotoren een sterk opgaande lijn laten zien, omstreeks 1997 was nog zo'n 20% van de nieuw verkochte auto's uitgerust met een dieselmotor maar omstreeks 2008 was dit tot iets boven de 50% uitgestegen. In Nederland was een vergelijke trend zichtbaar, al bleef het aandeel ver onder de 50% steken. In 2011 bereikte het aandeel bijna de 30%. Na de berichten over het dieselschandaal kwam er een duidelijke ommekeer. In de Europese Unie is het aandeel sindsdien gedaald naar 36% van de totale autoverkopen in 2018. In Nederland was de daling nog sterker en was het aandeel van dieselauto's gedaald naar minder dan 13% van de totale autoverkopen. In België was de diesel bijzonder populair, maar ook hier is een halvering van het aandeel opgetreden.
| Jaar | Europese Unie | Nederland | België |
| ---- | ------------- | --------- | ------ |
| 2010 | 52%           | 20,4%     | 76,0%  |
| 2011 | 55%           | 28,2%     | 75,3%  |
| 2012 | 54,9%         | 28,4%     | 68,9%  |
| 2013 | 52,5%         | 24,9%     | 64,9%  |
| 2014 | 53,0%         | 27,1%     | 62,0%  |
| 2015 | 51,5%         | 28,9%     | 59,9%  |
| 2016 | 49,2%         | 18,9%     | 51,8%  |
| 2017 | 44,0%         | 17,4%     | 46,3%  |
| 2018 | 35,9%         | 12,9%     | 35,5%  |

### Secundaire markt gevolgen
Een studie uitgevoerd door de onderzoekers Prof. Itai Ater van Tel Aviv University en Nir S. Yoseph, een promovendus van Tel Aviv University, onderzocht het effect van het schandaal op de secundaire markt in Israël. Volgens deze studie, die werd gepubliceerd in The Journal of Industrial Economics had het Volkswagen-emissieschandaal een statistisch significant negatief effect op het aantal transacties op de secundaire markt waarbij de betrokken modellen betrokken waren (bijna -18 procent ) en op hun wederverkoopprijs (bijna -6 procent). Uit het onderzoek blijkt ook dat de vermindering van het aantal transacties voornamelijk werd veroorzaakt door particuliere verkopers en dat niet-particuliere verkopers nauwelijks terugdeinzen voor de markt. Deze bevindingen suggereren dat het aanbod van gebruikte auto's onder particuliere verkopers veel elastischer is ten opzichte van het aanbod van gebruikte auto's bij niet-particuliere verkopers. De auteurs van de studie stellen dat een lagere betalingsbereidheid en averechtse selectie na Dieselgate ook deze resultaten zouden kunnen verklaren.

## Onderzoek bij andere merken
Onderzoek dat de Nederlandse Rijksdienst voor het Wegverkeer (RDW) naar mogelijke sjoemelsoftware bij andere automerken instelde, leverde belangrijke resultaten op. Hieruit is gebleken dat bij meer merken de door de RDW gemeten waarden de door de fabrikanten opgegeven veilige waarden (schromelijk) overtroffen. Ook uit testen van TNO bleek dat bij het merendeel van de door hen onderzochte busjes de uitstoot van schadelijke uitlaatgassen soms het zesvoudige van door de EU gestelde normen overtrof.

## Trivia
- De software die gebruikt werd om de emissietesten te beïnvloeden werd door diverse media al snel aangeduid als sjoemelsoftware. Het woord werd op 7 november 2015 tijdens het congres van het Genootschap "Onze Taal" verkozen tot het woord van het jaar 2015.[64]